# Isole Gavrilovskie
Le isole Gavrilovskie (in russo Острова Гавриловские, ostrova Gavrilovskie) sono un gruppo di isole russe disabitate, bagnate dal mare di Barents.
Amministrativamente fanno parte del distretto del Kol'skij rajon dell'oblast' di Murmansk, nel Circondario federale nordoccidentale.

## Geografia
Le isole sono situate nella parte centro-meridionale del mare di Barents, lungo la costa settentrionale della penisola di Kola. Distano dal continente, nel punto più vicino, circa 130 m.
Le Gavrilovskie sono un gruppo composto da 6 isole principali e una decina tra isolotti e scogli, poco al largo della costa di Murman, tra la foce della Voron'ja (река Воронья) a ovest e capo Jarnyšnyj (мыс Ярнышный) a est.

Orientate in direzione nordovest-sudest, a nord della baia Podpachta (губа Подпахта), si sviluppano in lunghezza per circa 5,4 km e in larghezza per poco più di 1 km. Raggiungono un'altezza massima di 53,4 m s.l.m. sull'isola maggiore. 2 km a ovest si trova il villaggio abbandonato di Gavrilovo.
In particolare, da nordovest a sudest, le isole sono (in grassetto le maggiori):
- Isola Bol'šoj Gavrilovskij (остров Большой Гавриловский), la maggiore, si trova all'estremità nordovest del gruppo; ha una forma allungata ed è nettamente più grande delle altre. Dista dal continente 500 m, è lunga circa 1,5 km e larga 500 m nella parte centrale. Lungo la costa sudorientale si trova uno scoglio senza nome. Sul punto più alto dell'isola (53,4 m s.l.m.) è presente un punto di triangolazione geodetica.[1] (69°10′16″N 35°55′00″E)
- Isola Malyj Gavrilovskij (остров Малый Гавриловский), 1506 m a sudest di Bol'šoj Gavrilovskij, è un'isoletta rettangolare, lunga 260 m e larga 210 m. La sua altezza massima è di 20,3 m s.l.m.[7] Lungo la costa meridionale e orientale sono presenti alcuni scogli. (69°09′54″N 35°56′03.5″E)
  - Un isolotto senza nome, lungo 120 m e largo 40 m, si trova 40 m a nordest di Malyj Gavrilovskij. (69°09′58.4″N 35°56′17.4″E)
  - Un altro isolotto senza nome, lungo 50 m e largo 20 m, si trova 50 m a sudest di Malyj Gavrilovskij. (69°09′48.45″N 35°56′13.12″E)
- Isole di Padorin (острова Падорина), sono tre isolotti tondeggianti situati 580 m a est di Malyj Gavrilovskij. Il più settentrionale ha un diametro di circa 80 m; quello centrale, il maggiore, ha un diametro di 90 m; quello meridionale, il più piccolo, ha un diametro di 40 m, con un paio di scogli poco a nord. (69°09′38.65″N 35°57′12.7″E)
- Isola Belaja Luda (остров Белая Луда), si trova 1 km a est di Malyj Gavrilovskij. È un'isola ovale, con una lunghezza di circa 340 m e una larghezza di 180 m. La sua altezza massima è di 21,6 m s.l.m.[7] Un'isoletta senza nome si trova lungo la sua costa occidentale. (69°09′38.35″N 35°57′50.4″E)
- Isola Bol'šoj Gusenec (остров Большой Гусенец), 1,1 km a sudest di Belaja Luda, è la seconda isola per grandezza del gruppo. Misura 600 m di lunghezza e 340 m di larghezza nella parte settentrionale. La sua altezza massima è di 50 m s.l.m.[7] (69°08′55.8″N 35°58′52.85″E)
- Isole Malye Gusincy (острова Малые Гусинцы), 520 m a sudest di Bol'šoj Gusenec, sono un gruppo composto da due isole principali e pochi scogli disposti attorno all'isola meridionale. Quest'ultima misura 120 m di lunghezza e 110 m di larghezza; l'isola settentrionale misura invece 200 m di lunghezza e 100 m di larghezza. (69°08′29″N 35°59′45″E)

Altre isolette senza nome si trovano:
- Un gruppo di tre scogli ravvicinati, si trova 290 m a sudovest di Bol'šoj Gavrilovskij. (69°09′48″N 35°55′12.2″E)
- Una coppia di scogli si trova a sud dei precedenti e 490 m a sudovest di Bol'šoj Gavrilovskij. (69°09′41.9″N 35°55′06.65″E)
- Un minuscolo scoglio si trova 320 m a sudovest di Bol'šoj Gavrilovskij, poco a nord del gruppo di tre. (69°09′51.8″N 35°55′04.7″E)
- Uno scoglio isolato si trova 280 m a ovest di Bol'šoj Gavrilovskij. (69°10′07.5″N 35°54′24.9″E)

### Isole adiacenti
Oltre ad un isolotto senza nome lungo la costa orientale della baia Podpachta, nelle vicinanze delle Gavrilovskie si trovano:
- Isole Voron'i Ludki (острова Вороньи Лудки), 3,25 km a nordovest, sono un gruppo di cinque isole e alcuni scogli, a nord della foce della Voron'ja, che raggiungono un'altezza massima di 20,1 m s.l.m. sull'isola maggiore (Bol'šoj Voronouchi).[1] (69°11′58″N 35°49′07.5″E)
- Isole Zeleneckie (острова Зеленецкие), 3,5 km a est, sono un gruppo di 11 piccole isole, nella baia Zeleneckaja (губа Зеленецкая). Raggiungono un'altezza massima di 19,9 m s.l.m. sull'isola maggiore (Nemeckij).[3] (69°07′26″N 36°05′20″E)